# Districtul Beni Slimane
Beni Slimane este un district din provincia Médéa, Algeria.